# 長沙博物館
長沙博物館（ちょうさはくぶつかん、簡体字中国語: 长沙博物馆； 英語: Changsha Museum）は、中華人民共和国湖南省長沙市にある博物館。

## 概要
中華人民共和国湖南省長沙市の開福区に位置し、開館は1986年。2015年、新館オープン。敷地面積24000平方メートル。長沙博物館の主な収蔵品は商・周時代の青銅器、中国古代陶瓷器、長沙当地の文物です。

## 周辺の主な施設・店舗
- 洋湖湿地公園
- 李自健美術館
- 長沙市規劃展示館
- 長沙図書館
- 長沙音楽庁